# 東海道物流新幹線構想

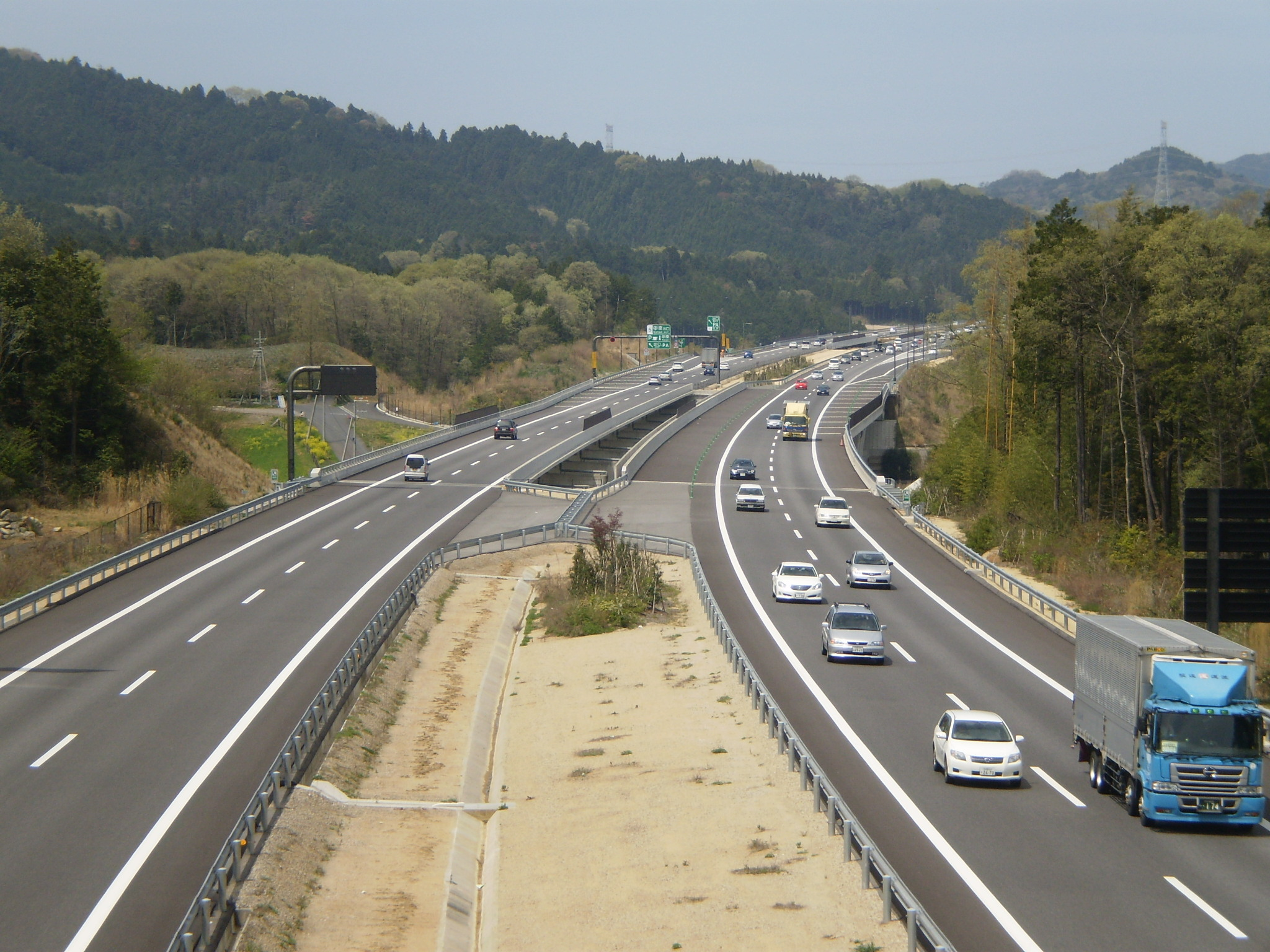
通過ルートとなる中央分離帯の状況
（新名神高速道路 甲南IC/PA付近 暫定4車線区間）
中央付近の右橋梁（上り線）は完成6車線規格で施工済み

東海道物流新幹線構想（とうかいどうぶつりゅうしんかんせんこうそう）とは、かつて2008年に検討された日本の鉄道路線の建設構想である。日本の物流の大動脈である東海道ルートで供用または建設・計画中の新東名高速道路や新名神高速道路などの中央分離帯などを活用し物流専用の鉄軌道を敷設し、貨物列車を運転することが検討された。
CO2（二酸化炭素）排出量の削減などを目的としたモーダルシフトの実現に向けた構想のため2008年（平成20年）2月にJR貨物や道路運送事業者の業界団体関係者を含めた有識者による「東海道物流新幹線構想委員会」が設けられ、検討が行われた。
新東名・新名神が予算の削減などを理由に6車線から暫定4車線による整備計画に変更され、新名神の亀山西JCT - 大津JCT（本線部）の一部区間などに鉄軌道を敷設し得る広大な中央分離帯が生じたことを逆手に取った構想であるが、2020年（令和2年）12月現在では新東名の御殿場JCT - 浜松いなさJCT間の全線6車線化が完成し、残りの区間についても6車線化に向けた本格的な調査が開始されているため、当構想は事実上消滅している。

## 諸元
2008年6月にまとめられた構想によると複線電化（第三軌条方式）の鉄軌道を自動・無人運転による最大25両編成程度の貨物列車を運行し、1日あたり約20万トンの輸送を賄うとされている。
以下は、同構想による。
- 路線距離 : 約600キロメートル (km)（東京 - 大阪間）
- 運行速度 : 平均90 - 100キロメートル毎時 (km/h)
- 所要時間 : 約6時間30分（東京 - 大阪間）
- ターミナル箇所 : 東京・名古屋・大阪のほか数箇所
- 軌間 : 1067ミリメートル (mm)（JR在来線と同じ）
- 列車編成 : 5両1ユニットを複数連結（1編成最大25両程度）
- 駆動方式 : 動力分散駆動および、急勾配区間ではリニアモーターも利用。
- 輸送量 : 1日当たり約20万トンを想定
- 積載貨物 : コンテナ方式

このように、構想名に「新幹線」とついているものの、新幹線規格による整備が構想されているわけではなく、あくまで新しい幹線の計画である。